# Estádio Francisco Clenilson dos Santos
Estádio Francisco Clenilson dos Santos – stadion piłkarski, w Horizonte, Ceará, Brazylia, na którym swoje mecze rozgrywa klub Horizonte Futebol Clube.

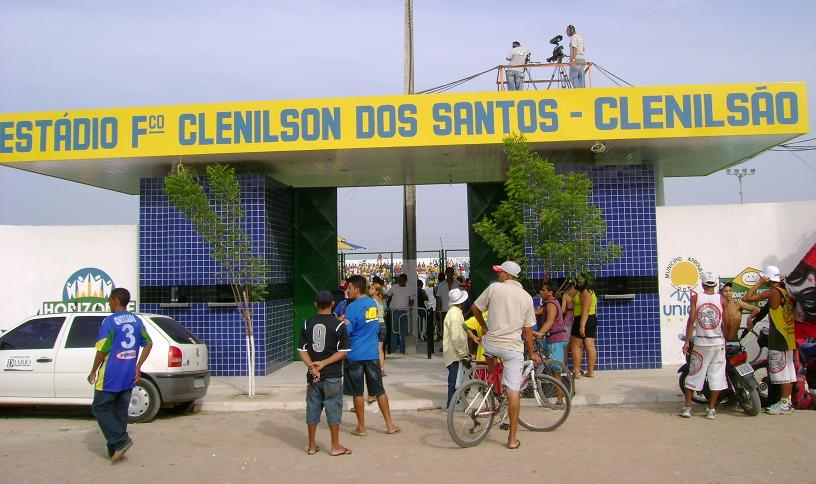
Wejście na stadion